# Evangelistenschule Johanneum
Die Evangelistenschule Johanneum in Wuppertal-Barmen ist eine Fachschule für eine dreijährige theologisch-pädagogische Ausbildung. Die Absolventinnen und Absolventen arbeiten im hauptamtlichen Verkündigungsdienst in der evangelischen Kirche und in den mit ihr verbundenen Werken und Verbänden als Diakon, Jugendreferentin, Gemeindepädagoge, Jugendpastorin oder Gemeindegründer.

## Geschichte

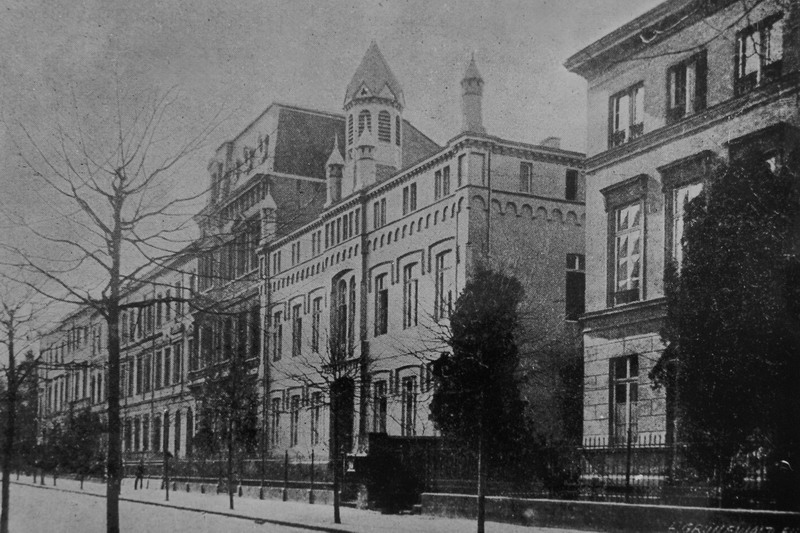
Das alte Johanneum in Bonn

Die Evangelistenschule Johanneum wurde am 21. Oktober 1886 in Bonn gegründet. Gründer waren der Theologieprofessor Theodor Christlieb (1833–1889) und der Evangelist Elias Schrenk (1831–1913). Man wollte den damals überforderten Pfarrern gut ausgebildete Mitarbeiter an die Seite stellen. Seit seiner Gründung steht das Johanneum dem „innerkirchlichen reformatorischen Pietismus“ nahe. Im Jahr 1893 erfolgte der Umzug nach Barmen (heute Stadtteil von Wuppertal). 1920 wurde die CVJM-Sekretärschule (heute: CVJM-Hochschule) innerhalb des Johanneums gegründet. Sie wurde 1927 eigenständig und zog nach Kassel. Nach dem Zweiten Weltkrieg stand der Wiederaufbau der großteils zerstörten Gebäude an. Im Jahr 1965 musste das Johanneum dem Bau einer Autobahnabfahrt (A 46, Abfahrt Wuppertal-Barmen) weichen; seitdem bestehen die bis heute genutzten Gebäude in der Nähe des Nordparks. Insgesamt wurden bisher etwa 1750 Menschen im Johanneum ausgebildet.

## Basis des Johanneums

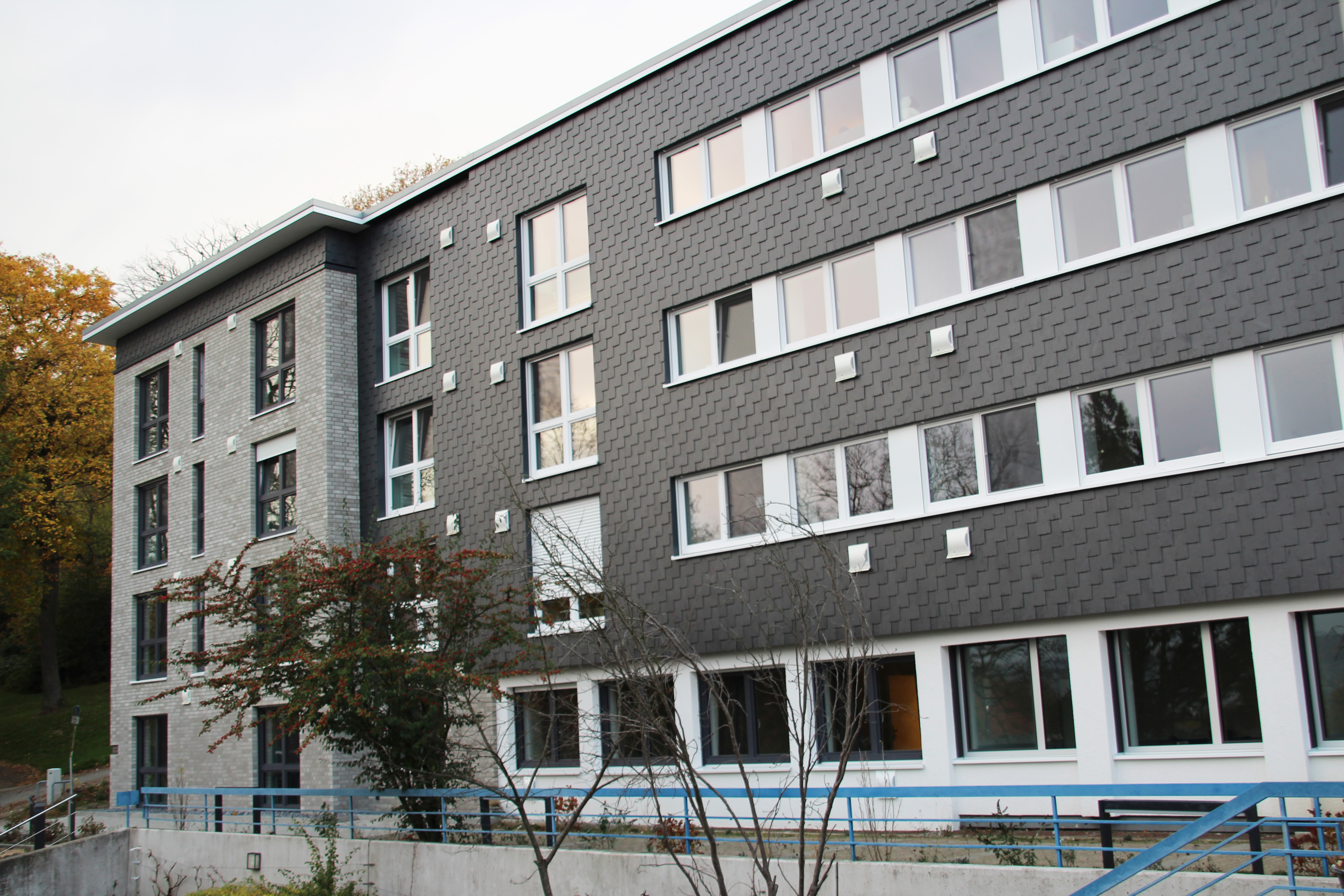
Das Johanneum nach Umbau und Modernisierung im Herbst 2022.

Die biblisch-theologische Basis des Johanneums verdeutlicht, was bei der Gründung des Seminars als wegweisend erklärt worden ist. Hier ein Auszug:

„Jesus Christus hat seiner Gemeinde verschiedene Gaben für den Dienst des Zeugnisses in Verkündigung und Diakonie anvertraut. Wir sehen uns berufen, das Evangelium in erster Linie unserem eigenen Volk zu verkündigen. Die Losung des Johanneums: Des Menschen Sohn ist gekommen, zu suchen und zu retten, was verloren ist (Lukas 19,10 ) weist uns vor allem an die Menschen, die nicht an Jesus glauben, denn ohne Glauben an ihn sind wir ewig verloren. Das geistgewirkte Zeugnis der Offenbarung Gottes in Jesus Christus ist uns in der Heiligen Schrift Alten und Neuen Testamentes anvertraut. Jesus Christus ist als das ewige Wort der Herr des geschriebenen Wortes, das uns durch die berufenen Zeugen gegeben ist. Allein von Jesus Christus her können wir die Wahrheit des Evangeliums, die im Wort vom Kreuz ihre Mitte hat, durch den Heiligen Geist erkennen und bezeugen. Darum bekennen wir wie die Gründer des Johanneums mit den Reformatoren und den an ihnen orientierten Erweckungsbewegungen die Heilige Schrift als die einzige Quelle des Glaubens und der Erkenntnis.“

## Ausbildung
Das Johanneum ist ein theologisches Seminar für missionarische Jugend- und Gemeindearbeit. In die Ausbildung werden jährlich ca. 15 junge Frauen und Männer aufgenommen. Das Studium bereitet auf den hauptamtlichen Verkündigungsdienst in der Evangelischen Kirche und ihren verbundenen freien Werken und Verbänden vor. Die schulische Ausbildung dauert drei Jahre und ist im Bereich der Evangelischen Theologie kirchlich anerkannt.
Der Unterricht umfasst folgende Fächer: Griechisch des Neuen Testamentes, Altes Testament, Neues Testament, Dogmatik, Ethik, Kirchengeschichte, Aszetik, Homiletik, Seelsorge, Psychologie-Pädagogik-Soziologie, Musik, Sport.
An die drei Jahre seminaristischer Ausbildung in Wuppertal schließt sich das Anerkennungsjahr an, das zugleich das erste Berufsjahr ist.

## Organisation
Rechtlich ist das Johanneum ein eingetragener Verein. Die Organe des Johanneums sind der Vorstand und die Mitgliederversammlung. Getragen wird das Johanneum allein durch Spenden.
Ehrenamtlicher Vorstandsvorsitzender ist seit November 2013 Theo Schneider (Lutherstadt Wittenberg). Direktor des Johanneum war bis zu seinem Tode im Dezember 2016 Pfarrer Burkhard Weber. Im Januar 2017 wurde Martin Werth zu seinem Nachfolger gewählt.